# Ohio County (West Virginia)
Das Ohio County ist ein County im US-Bundesstaat West Virginia. Bei der Volkszählung im Jahr 2020 hatte das County 42.425 Einwohner und eine Bevölkerungsdichte von 154,3 Einwohnern pro Quadratkilometer. Der Verwaltungssitz (County Seat) ist Wheeling.

## Geographie
Das County liegt fast im äußersten Norden von West Virginia im Northern Panhandle, grenzt im Osten an Pennsylvania und im Westen an Ohio, wobei die Grenze durch den Ohio River gebildet wird. Es hat eine Fläche von 282 Quadratkilometern, wovon sieben Quadratkilometer Wasserfläche sind. An das Ohio County grenzen folgende Countys:
| Jefferson County (Ohio) | Brooke County   |                                  |
| Belmont County (Ohio)   |                 | Washington County (Pennsylvania) |
|                         | Marshall County |                                  |

## Geschichte

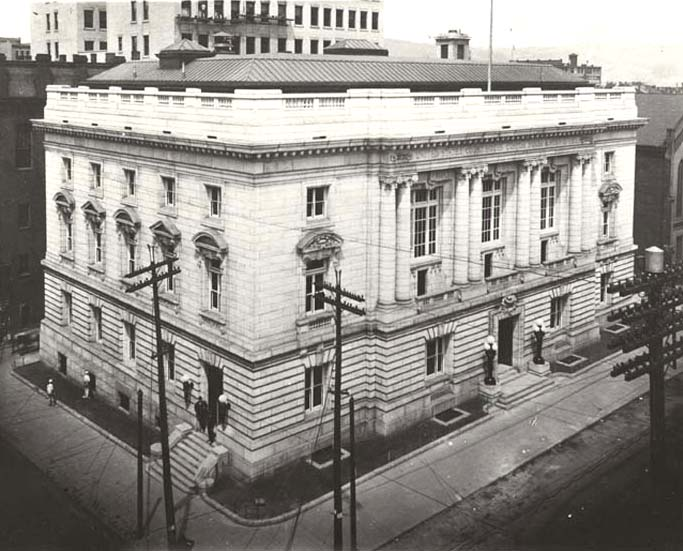
Die West Virginia Independence Hall in Wheeling, seit 1970 im NRHP gelistet

Das Ohio County wurde am 7. Oktober 1776 aus Teilen des Distrikts West Augusta gebildet. Benannt wurde es nach dem Ohio River.
Der erste Verwaltungssitz war von 1777 bis 1797 in West Liberty, das damals noch den Namen Black's Cabin trug. 1797 wurde die Verwaltung nach Wheeling verlegt, wo sie sich noch heute befindet.

1861 fand in Wheeling die so genannte Wheeling Convention statt, eine Serie von Versammlungen von Vertretern der Countys, die den Abfall Virginias von den USA ablehnten. Dies war die Geburtsstunde des damals neu entstehenden Bundesstaates West Virginia.

## Demografische Daten

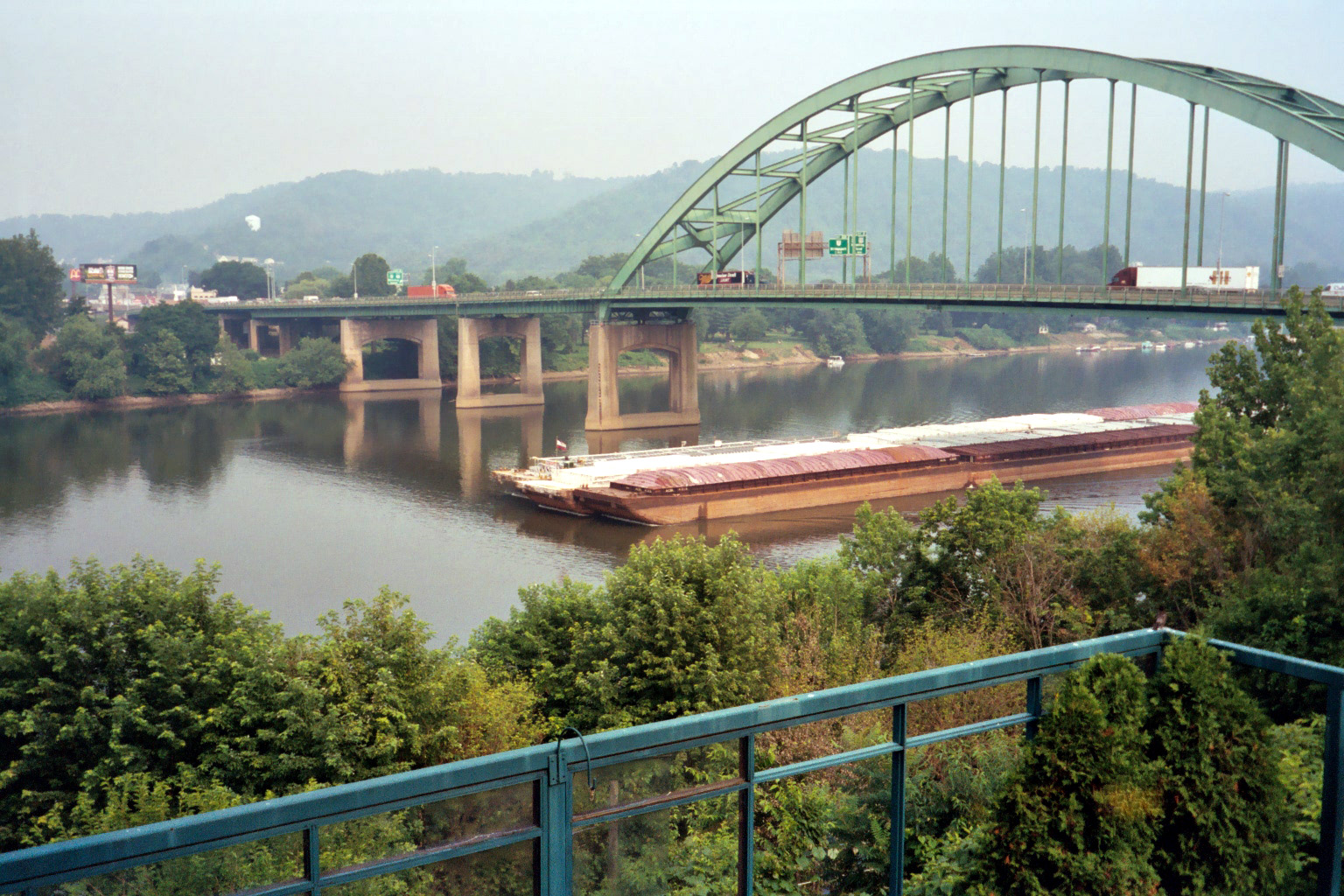
Brücke über den Ohio River in Wheeling

Nach der Volkszählung im Jahr 2010 lebten im Ohio County 44.443 Menschen in 19.797 Haushalten. Die Bevölkerungsdichte betrug 161,6 Einwohner pro Quadratkilometer.
Ethnisch betrachtet setzte sich die Bevölkerung zusammen aus 93,2 Prozent Weißen, 3,7 Prozent Afroamerikanern, 0,1 Prozent amerikanischen Ureinwohnern, 0,8 Prozent Asiaten sowie aus anderen ethnischen Gruppen; 1,9 Prozent stammten von zwei oder mehr Ethnien ab. Unabhängig von der ethnischen Zugehörigkeit waren 0,8 Prozent der Bevölkerung spanischer oder lateinamerikanischer Abstammung.
In den 19.797 Haushalten lebten statistisch je 2,16 Personen.
19,0 Prozent der Bevölkerung waren unter 18 Jahre alt, 62,5 Prozent waren zwischen 18 und 64 und 18,5 Prozent waren 65 Jahre oder älter. 52,4 Prozent der Bevölkerung war weiblich.

Das jährliche Durchschnittseinkommen eines Haushalts lag bei 38.201 USD. Das Prokopfeinkommen betrug 23.342 USD. 13,9 Prozent der Einwohner lebten unterhalb der Armutsgrenze.

## Städte und Gemeinden
Citys
- Wheeling1

Towns
- Triadelphia
- West Liberty

Villages
- Bethlehem
- Clearview
- Valley Grove

Unincorporated Communitys
| - Betty Zane - Clinton - Eden - Elm Grove | - Greggsville - Mount Echo - Mozart1 - Point Mills | - Roneys Point - Warwood |

1 – teilweise im Marshall County